# Јудеја и Самарија
Јудеја и Самарија (хебр. אֵזוֹר יְהוּדָה וְשׁוֹמְרוֹן и арап. اليهودية والسامرة) је један од шест округа у Израелу. Налази се на источном делу државе и захвата површину од 5.878 км². У њему живи приближно 335.000 становника. Највећи и главни град је Аријел. Округ није под директном управом из Јерусалима, већ њиме администрирају Израелске одбрамбене снаге. Ван територије државе ова област позната је под именом Западна обала.